# Udo Schnelle
Udo Schnelle (8 settembre 1952) è un biblista e teologo tedesco, esperto del Nuovo Testamento e di fede luterana. Dal 2014 al 2015 fu il presidente della Studiorum Novi Testamenti Societas.

## Biografia
Dal 1974 al 1979 Schnelle studiò all'Università di Gottinga dove si laureò nel 1981. Quattro anni più tardi conseguì l'abilitazione all'insegnamento universitario. Dal 1984 al 1986 fu presbitero nella parrocchia luterana di Gieboldehausen, vicino a Gottinga. Dal 1986 al 1992 fu professore di Nuovo Testamento all'Università di Erlangen-Norimberga, mentre dal 1992 al 2017 insegnò Nuovo Testamento presso l'Università "Martin Lutero" di Halle-Wittenberg.
Dal 2014 al 2015 fu il presidente della Studiorum Novi Testamenti Societas. Nel 2019 fu insignito del Premio Hermann Sasse per la letteratura teologica.

## Attività
Nel '93, ad Halle, subentrò a Georg Strecker nella direzione della collana editoriale Neuer Wettstein che mirava a rivisitar eil Nuovo Testamento di Wettstein e a condurre un parallelismo fra il Nuovo Testamento e le fonti greco-romane.
Oltre all'introduzione biblica al Nuovo Testamento, i suoi interessi di ricerca si focalizzarono su Paolo, Giovanni e la storia del primo cristianesimo. Una domanda risalta in primo piano: come fu possibile che il piccolo movimento di Gesù in Galilea e Gerusalemme fosse riuscito a svilupparsi in brevissimo tempo in una nuova e indipendente comunità religiosa attiva in quasi tutto l'Impero Romano?
Tre fattori giocarono qui un ruolo cruciale:
1. Il primo cristianesimo fu sin dall'inizio un movimento multiforme e plurale. Questa pluralità garantì la sopravvivenza, perché il crollo di una parte non avrebbe significato la fine del movimento.
2. La storia degli eventi e delle idee costituiva un'unità all'inizio del primo cristianesimo. gli eventi diedero origine a interpretazioni teologiche, mentre idee fecero la storia.
3. L'alto livello della letteratura prodotta dal nuovo movimento e le conquiste intellettuali e culturali ad essa associate furono sbalorditive. Il cristianesimo primitivo deve essere inteso anche come un fenomeno educativo. Una nuova identità indipendente emerse relativamente presto e il cristianesimo che si sviluppò ebbe in egual misura fascino carismatico, sociale e intellettuale.

## Opere
- Apostle Paul: His Life and Theology, 1st, Ada, Michigan, Baker Academic, 2005  [2003], ISBN 9781441242006, LCCN 2005025534.
- History and Theology of the New Testament Writings, trad. Boring, Minneapolis 1998, ISBN 978-0-8006-2952-6
- Theology of the New Testament, trad. Boring, Grand Rapids 2009, ISBN 978-0-8010-3604-0